# Phytosciara subornata
Phytosciara subornata är en tvåvingeart som beskrevs av Werner Mohrig och Menzel 1994. Phytosciara subornata ingår i släktet Phytosciara och familjen sorgmyggor. Inga underarter finns listade i Catalogue of Life.